# Claude Frioux
Claude Frioux (12 de enero de 1932 – 17 de abril de 2017) fue un académico francés especialista en Rusia.

## Biografía
Normalista, profesor asociado de ruso, sovietólogo, Claude Frioux fue profesor en la facultad de letras de Rennes, y posteriormente profesor en la École Pratique des Hautes Études (EPHE) y en la Sorbona, antes de convertirse en profesor emérito de la Universidad de París VIII (“Vincennes à Saint-Denis”), que presidió desde su creación en 1971 hasta 1976, luego de 1981 a 1986. A menudo dirigió proyectos de traducción, en particular con Elsa Triolet sobre Anton Chekhov, y su esposa Irène Sokologorsky. Como traductor, ha trabajado en una treintena de obras, conocido sobre todo como traductor de referencia del poeta Vladímir Mayakovski.
Analizando la "turbulenta historia" de la Universidad de París-VIII-Vincennes, Le Monde considera que la universidad quizás tuvo el "error" de ser presidida, varias veces, por "políticos" profesores marcados”, como el Sr. Claude Frioux (comunista) y el Sr. Pierre Merlin (socialista).

## Obra seleccionada
- 2008: Trois correspondances, Paris, L'Harmattan. ISBN 978-2-296-05243-7
- 1969: Vladimir Maïakovski, Lettres à Lili Brik (1917-1930), trans. Andrée Robel, presentación de Claude Frioux, Éditions Gallimard
- 1984: Vladímir Mayakovski, Poèmes 1913-1917, trans. Claude Frioux, Messidor
- 1985: Vladímir Mayakovski, Poèmes 1918-1921, trans. Claude Frioux, Messidor
- 1986: Vladímir Mayakovski, Poèmes 1922-1923, trans. Claude Frioux, Messidor
- 1987: Vladímir Mayakovski, Poèmes 1924-1930, trans. Claude Frioux, Messidor
- Vie et œuvre de Youri Solntsev, París, L'Harmattan, series "Poètes des cinq continents"
- L'URSS et nous (dir.), fr, París.
- 1961: Mayakovski par lui-même, Éditions du Seuil, series "Écrivains de toujours", Paris
- Tchekhov Anton, Œuvres : Introduction, chronologie et table alphabétique des récits dans les trois tomes. Gallimard, series Biblioteca de la Pléiade.